# إستر بورخا
إستر بورخا هي مغنية ومغنية أوبرا وممثلة كوبية، ولدت في 5 ديسمبر 1913 بهافانا في كوبا، وتوفيت بنفس المكان في 28 ديسمبر 2013.

## وصلات خارجية
- إستر بورخا على موقع IMDb (الإنجليزية)
- إستر بورخا على موقع ميوزك برينز (الإنجليزية)
- إستر بورخا على موقع ديسكوغز (الإنجليزية)
- إستر بورخا على موقع كينوبويسك (الروسية)